# Metachanda
Metachanda é um gênero de traça pertencente à família Agonoxenidae.